# Miss France 2023
Miss France 2023 est la 93e élection de Miss France. Elle a eu lieu le 17 décembre 2022 dans la salle de spectacle M.A.CH 36 située dans la ville de Déols, au nord de Châteauroux, en région Centre-Val de Loire, . C'est la cinquième fois que le concours se tient en Centre-Val de Loire, 5 ans après le sacre de Maëva Coucke, Miss France 2018. 
L'élection est retransmise en direct à partir de 21 h 10 sur TF1 et présentée par Jean-Pierre Foucault (pour la 28e année consécutive) et par Sylvie Tellier, Miss France 2002 et directrice générale de l'organisation Miss France (pour la 15e et dernière année consécutive). Ils sont accompagnés par Thierry Baumann pour le rappel des consignes de vote (pour la 12e année consécutive).
À la fin de la soirée, c'est Indira Ampiot, Miss Guadeloupe 2022 qui est élue Miss France 2023, succédant ainsi à Diane Leyre, Miss Île-de-France 2021 et Miss France 2022.

## Classement final
| Résultats        | Candidates | Concours internationaux         |
| ---------------- | --- | ------------------------------- |
| Miss France 2023 | - Miss Guadeloupe — Indira Ampiot | - Top 30 à Miss Univers 2024    |
| 1re dauphine     | - Miss Nord-Pas-de-Calais — Agathe Cauet | - Non classée à Miss Monde 2025 |
| 2e dauphine      | - Miss Franche-Comté — Marion Navarro |                                 |
| 3e dauphine      | - Miss Martinique — Axelle René | - Top 40 à Miss Monde 2023      |
| 4e dauphine      | - Miss Auvergne — Alissia Ladevèze |                                 |
| Top 15           | - Miss Côte d'Azur — Flavy Barla (5e dauphine) - Miss Lorraine — Sarah Aoutar (6e dauphine) - Miss Midi-Pyrénées — Florence Demortier - Miss Picardie — Bérénice Legendre - Miss Languedoc-Roussillon — Cameron Vallière - Miss Rhône-Alpes — Esther Coutin - Miss Pays de la Loire — Emma Guibert - Miss Languedoc-Roussillon — Chiara Fontaine - Miss Poitou-Charentes — Marine Paulais - Miss Aquitaine — Orianne Galvez-Soto |                                 |

## Ordre d'annonce des finalistes
| 1. Franche-Comté, annoncée par Sylvie Tellier 2. Guadeloupe, annoncée par Jean-Pierre Foucault 3. Pays de la Loire, annoncée par Sylvie Tellier 4. Aquitaine, annoncée par Jean-Pierre Foucault 5. Côte d'Azur, annoncée par Sylvie Tellier 6. Picardie, annoncée par Jean-Pierre Foucault 7. Languedoc, annoncée par Sylvie Tellier 8. Nord-Pas-de-Calais, annoncée par Jean-Pierre Foucault 9. Roussillon, annoncée par Sylvie Tellier 10. Midi-Pyrénées, annoncée par Jean-Pierre Foucault 11. Rhône-Alpes, annoncée par Sylvie Tellier 12. Auvergne, annoncée par Jean-Pierre Foucault 13. Lorraine, annoncée par Sylvie Tellier 14. Poitou-Charentes, annoncée par Jean-Pierre Foucault 15. Martinique, annoncée par Sylvie Tellier | 1. Auvergne, annoncée par Sylvie Tellier 2. Franche-Comté, annoncée par Cindy Fabre 3. Guadeloupe, annoncée par Jean-Pierre Foucault 4. Martinique, annoncée par Sylvie Tellier 5. Nord-Pas-de-Calais, annoncée par Cindy Fabre |

## Déroulement
Le thème de cette édition est Le cinéma des Miss et voit de nombreux tableaux qui font référence à des films tels que Harry Potter, Titanic.
Lors de la traditionnelle phase des questions du Top 5, ce sont les anciennes Miss France Valérie Pascale, Corinne Coman, Flora Coquerel, Alicia Aylies et Maëva Coucke qui ont questionné les cinq miss sélectionnées.
Carla Bruni et Gims sont invités à interpréter leur duo Demain.

### Ordre des tableaux
| Tableau                                                                     | Candidates                       |
| --------------------------------------------------------------------------- | -------------------------------- |
| Les Miss et Le Titanic                                                      | 30 candidates                    |
| Les Miss et Rocketman                                                       | Premier groupe (10 candidates)   |
| Les Miss et Harry Potter                                                    | Deuxième groupe (10 candidates)  |
| Les Miss et Les Avengers                                                    | Troisième groupe (10 candidates) |
| Les Miss et Alice au Pays des Merveilles : Costume régional                 | 30 candidates                    |
| Les Miss et Le Fabuleux Destin d’Amélie Poulain : Maillot de bain une pièce | 30 candidates                    |
| Les Miss et Les Oscars : Robe de soirée                                     | 30 candidates                    |
| Les Miss et James Bond : Maillot de bain deux pièces                        | 15 demi-finalistes               |
| Les Miss et Maléfique : Maillot de bain deux pièces                         | 5 finalistes                     |

## Évolutions

### Sélection des candidates
Cette édition 2023 voit la partition du Languedoc-Roussillon en deux élections régionales : Miss Languedoc et Miss Roussillon. C'est la première fois que la région envoie deux représentantes distinctes depuis 2016.
De plus, cette édition voit le retour de la région de Saint-Martin et Saint-Barthélemy depuis sa dernière participation en 2020. L'élection régionale de Miss Saint-Martin et Saint-Barthélemy fête à cette occasion ses 10 ans d'existence.
À l'inverse, cette édition voit la disparition du département de Mayotte pourtant présent à l'élection depuis l'année 2000.
Cette édition 2023 marque également une évolution du règlement dans les critères de sélection des candidates : outre la fin de la limite d'âge générale à 24 ans, les femmes transgenres, mariées, pacsées, divorcées, veuves et mères de famille sont à présent éligibles pour concourir à Miss France. Les tatouages sont également acceptés. Alexia Laroche-Joubert, actuelle présidente de la société Miss France, précise également que les comités régionaux restent libres de leurs critères de sélection,,.
Andréa Furet, 1re dauphine de Miss Paris et candidate à Miss Île-de-France 2022, est la première candidate transgenre à se présenter à une élection régionale. D’autre part, Victoire Rousselot, candidate à Miss Alsace 2022, est la première candidate mère d'un enfant et mariée à se présenter au concours. On peut noter que plusieurs candidates à diverses élections régionales ont plus de 24 ans, allant jusqu’à 29 ans.

### Élection
Cette édition 2023 est marquée par le départ de Sylvie Tellier de la société Miss France, après 17 ans de service. Néanmoins, elle est présente une dernière fois aux côtés de Jean-Pierre Foucault, pour présenter l’édition 2023 et faire ses adieux publiquement en direct, c'est Cindy Fabre, Miss Normandie 2004 et Miss France 2005, qui la remplace.
Durant l'élection de nombreuses Miss France étaient présentes : Patricia Barzyk Miss France 1980, Valérie Pascale Miss France 1986, Elodie Gossuin Miss France 2001, Sylvie Tellier Miss France 2002, Corinne Coman Miss France 2003, Cindy Fabre Miss France 2005, Marine Lorphelin Miss France 2013, Flora Coquerel Miss France 2014, Camille Cerf Miss France 2015, Alicia Aylies Miss France 2017, Maeva Coucke Miss France 2018, Clémence Botino Miss France 2020, Amandine Petit Miss France 2021 et Diane Leyre Miss France 2022. 

## Préparation

### Voyage de préparation
Le voyage de préparation des candidates se déroule en Guadeloupe, dans les Antilles françaises,. Les Miss régionales ont séjourné au Club Med La Caravelle dans la commune de Sainte-Anne sur l'île de Grande-Terre. Durant ce voyage de préparation, elles ont notamment passé le test de culture générale dont Perrine Prunier (Miss Normandie) est arrivée première avec la note de 17/20, suivie de Solène Scholer (Miss Champagne-Ardenne) avec la note de 16/20 et enfin Esther Coutin (Miss Rhône-Alpes) qui complète le podium et arrive troisième avec la note de 15,5/20.

## Jury
Le jury complet est dévoilé le 1er décembre, il est composé de :
| Membre | Membre                            | Notes                                               |
| ------ | --------------------------------- | --------------------------------------------------- |
|        | Francis Huster, président du jury | Acteur, metteur en scène, réalisateur et scénariste |
|        | Clarisse Agbegnenou               | Judokate                                            |
|        | Bérengère Krief                   | Actrice et humoriste                                |
|        | Marine Lorphelin                  | Miss France 2013, animatrice et médecin             |
|        | Dominique Besnehard               | Producteur de cinéma et acteur                      |
|        | Kendji Girac                      | Chanteur et guitariste                              |
|        | Arnaud Ducret                     | Humoriste et acteur                                 |

## Candidates
| Région                                | Nom                 | Âge    | Taille | Résidence            | Élection régionale                    | Classement final                                         | Réf. |
| ------------------------------------- | ------------------- | ------ | ------ | -------------------- | ------------------------------------- | -------------------------------------------------------- | ---- |
| Miss Alsace                           | Camille Sedira      | 21 ans | 1,76 m | Bischoffsheim        | 10 septembre 2022 à Colmar            | - Prix de la camaraderie                                 | ,    |
| Miss Aquitaine                        | Orianne Galvez-Soto | 23 ans | 1,73 m | Lembras              | 2 octobre 2022 à Bordeaux             | - Top 15 (15e)                                           | ,    |
| Miss Auvergne                         | Alissia Ladevèze    | 21 ans | 1,84 m | Vichy                | 17 septembre 2022 à Vals-près-le-Puy  | - 4e dauphine                                            | ,    |
| Miss Bourgogne                        | Lara Lebretton      | 23 ans | 1,76 m | Givry                | 9 octobre 2022 à Autun                | - Prix de l’élégance                                     | ,    |
| Miss Bretagne                         | Enora Moal          | 21 ans | 1,71 m | Guipavas             | 23 septembre 2022 à Ploemeur          |                                                          | ,    |
| Miss Centre-Val de Loire              | Coraline Lerasle    | 23 ans | 1,77 m | Ballan-Miré          | 23 octobre 2022 à Dreux               |                                                          | ,    |
| Miss Champagne-Ardenne                | Solène Scholer      | 20 ans | 1,80 m | Châlons-en-Champagne | 14 octobre 2022 à Sedan               |                                                          | ,    |
| Miss Corse                            | Orianne Méloni      | 22 ans | 1,83 m | Ajaccio              | 22 juillet 2022 à Porticcio           |                                                          | ,    |
| Miss Côte d'Azur                      | Flavy Barla         | 19 ans | 1,72 m | Nice                 | 2 août 2022 à Fréjus                  | - Top 15 (5e dauphine)                                   | ,    |
| Miss Franche-Comté                    | Marion Navarro      | 19 ans | 1,73 m | Baume-les-Dames      | 11 septembre 2022 à Pontarlier        | - 2e dauphine - Prix de l’éloquence                      | ,    |
| Miss Guadeloupe                       | Indira Ampiot       | 18 ans | 1,77 m | Basse-Terre          | 27 juillet 2022 au Gosier             | - Miss France 2023                                       | ,    |
| Miss Guyane                           | Shaïna Robin        | 21 ans | 1,74 m | Kourou               | 16 juillet 2022 à Matoury             |                                                          | ,    |
| Miss Île-de-France                    | Adèle Bonnamour     | 18 ans | 1,86 m | Paris                | 22 octobre 2022 à Dammarie-les-Lys    |                                                          | ,    |
| Miss Languedoc                        | Cameron Vallière    | 23 ans | 1,74 m | Nîmes                | 5 août 2022 à Beaucaire               | - Top 15 (10e)                                           | ,    |
| Miss Limousin                         | Salomé Maud         | 23 ans | 1,74 m | Limoges              | 1er octobre 2022 à Brive-la-Gaillarde |                                                          | ,    |
| Miss Lorraine                         | Sarah Aoutar        | 26 ans | 1,73 m | Thionville           | 8 octobre 2022 à Toul                 | - Top 15 (6e dauphine)                                   | ,    |
| Miss Martinique                       | Axelle René         | 21 ans | 1,77 m | Le Robert            | 24 septembre 2022 à Fort-de-France    | - 3e dauphine - Prix du défilé                           | ,    |
| Miss Midi-Pyrénées                    | Florence Demortier  | 23 ans | 1,71 m | Portet-sur-Garonne   | 3 septembre 2022 à Villemur-sur-Tarn  | - Top 15 (8e) - Prix du stylisme                         | ,    |
| Miss Nord-Pas-de-Calais               | Agathe Cauet        | 24 ans | 1,79 m | Lille                | 15 octobre 2022 à Liévin              | - 1re dauphine                                           | ,    |
| Miss Normandie                        | Perrine Prunier     | 23 ans | 1,71 m | Caen                 | 21 octobre 2022 au Havre              | - Prix de la culture générale - Prix des bonnes manières | ,    |
| Miss Nouvelle-Calédonie               | Océane Le Goff      | 26 ans | 1,72 m | Nouméa               | 17 septembre 2022 au Mont-Dore        |                                                          | ,    |
| Miss Pays de la Loire                 | Emma Guibert        | 20 ans | 1,76 m | Poiroux              | 24 septembre 2022 à Château-Gontier   | - Top 15 (12e)                                           | ,    |
| Miss Picardie                         | Bérénice Legendre   | 26 ans | 1,71 m | Amiens               | 16 octobre 2022 à Beauvais            | - Top 15 (9e) - Prix de la photogénie                    | ,    |
| Miss Poitou-Charentes                 | Marine Paulais      | 20 ans | 1,74 m | Bellevigne           | 30 septembre 2022 au Futuroscope      | - Top 15 (14e) - Prix du costume régional                | ,    |
| Miss Provence                         | Chana Goyons        | 18 ans | 1,80 m | Gassin               | 29 juillet 2022 à Istres              |                                                          | ,    |
| Miss Réunion                          | Marion Marimoutou   | 18 ans | 1,72 m | Saint-André          | 27 août 2022 à Saint-Denis            |                                                          | ,    |
| Miss Rhône-Alpes                      | Esther Coutin       | 24 ans | 1,71 m | Passy                | 18 septembre 2022 à Aix-les-Bains     | - Top 15 (11e)                                           | ,    |
| Miss Roussillon                       | Chiara Fontaine     | 20 ans | 1,74 m | Corneilla-del-Vercol | 7 août 2022 au Barcarès               | - Top 15 (13e)                                           | ,    |
| Miss Saint-Martin et Saint-Barthélemy | Inès Tessier        | 20 ans | 1,71 m | Gustavia             | 29 juillet 2022 à Saint-Martin        |                                                          | ,    |
| Miss Tahiti                           | Herenui Tuheiava    | 24 ans | 1,77 m | Pirae                | 24 juin 2022 à Papeete                | - Prix de l’aventurière                                  | ,    |

## Classement
| Miss                    | Public | Jury | Total |
| ----------------------- | ------ | ---- | ----- |
| Miss Guadeloupe         | 15     | 15   | 30    |
| Miss Nord-Pas-de-Calais | 12     | 15   | 27    |
| Miss Auvergne           | 11     | 12   | 23    |
| Miss Martinique         | 14     | 9    | 23    |
| Miss Franche-Comté      | 13     | 9    | 22    |
| Miss Côte d'Azur        | 7      | 13   | 20    |
| Miss Lorraine           | 10     | 9    | 19    |
| Miss Midi-Pyrénées      | 6      | 12   | 18    |
| Miss Picardie           | 8      | 6    | 14    |
| Miss Languedoc          | 1      | 12   | 13    |
| Miss Rhône-Alpes        | 5      | 6    | 11    |
| Miss Pays de la Loire   | 9      | 2    | 11    |
| Miss Roussillon         | 4      | 6    | 10    |
| Miss Poitou-Charentes   | 3      | 6    | 9     |
| Miss Aquitaine          | 2      | 2    | 4     |

| N° | Candidates              | Public | Jury | Total |
| -- | ----------------------- | ------ | ---- | ----- |
| 1  | Miss Guadeloupe         | 5      | 5    | 10    |
| 2  | Miss Nord-Pas-de-Calais | 4      | 4    | 8     |
| 3  | Miss Franche-Comté      | 2      | 3    | 5     |
| 4  | Miss Martinique         | 3      | 1    | 4     |
| 5  | Miss Auvergne           | 1      | 2    | 3     |

### Prix attribués
| Prix                        | Candidates                                  |
| --------------------------- | ------------------------------------------- |
| Prix de la culture générale | Miss Normandie – Perrine Prunier (17,5/20), |
| Prix du costume régional    | Miss Poitou-Charentes – Marine Paulais      |
| Prix de la photogénie       | Miss Picardie – Bérénice Legendre           |
| Prix de l'éloquence         | Miss Franche-Comté – Marion Navarro         |
| Prix de la camaraderie      | Miss Alsace – Camille Sedira                |
| Prix du défilé              | Miss Martinique – Axelle René               |
| Prix de l’aventurière       | Miss Tahiti – Herenui Tuheiava              |
| Prix de l’élégance          | Miss Bourgogne – Lara Lebretton             |
| Prix des bonnes manières    | Miss Normandie – Perrine Prunier            |
| Prix du stylisme            | Miss Midi-Pyrénées – Florence Demortier     |

## Observations